# Cyril Ponnamperuma
Cyril Ponnamperuma (Galle, 16 ottobre 1923 – College Park, 20 dicembre 1994) è stato un chimico singalese.
Pioniere nel campo dell'evoluzione chimica e della cosmochimica, è stato allievo di Melvin Calvin.

## Biografia
Iniziati gli studi a Ceylon e in India, li proseguì all'Università di Londra. dove si laureò in chimica. Nel 1959 si trasferì negli Stati Uniti d'America, dove prese il dottorato in chimica con Melvin Calvin all'University of California di Berkeley. Nel 1962 entrò a far parte del National Research Council e fu nominato socio della US National Academy of Sciences. Contemporaneamente iniziò a lavorare per la NASA all'Ames Research Center. In questo periodo installò anche un laboratorio destinato esclusivamente allo studio della vita. Dal 1966 al 1973 fu vicedirettore del gruppo per l'analisi dei composti organici in condriti carboniose e in composti prelevati sulla luna.
Dal 1967 al 1971 tenne un corso sulla evoluzione chimica al Department of Biological Sciences della Stanford University. Nel 1967 come visiting professor fu all'Università di Nimega  e nel 1971 alla Sorbona. FU anche ospite dell'Istituto Bach di biochimica di Mosca, dietro invito della Accademia delle Scienza dell'URSS, e questo per merito della stretta collaborazione con Aleksandr Ivanovič Oparin, che con lui scrisse anche un testo di studio. Dal 1971 è all'Università di Maryland quale professore di chimica e direttore del Laboratory of Chemical Evolution. È autore di un volume di divulgazione intitolato The origin of life.